# CAGE FORCE 06
CAGE FORCE 06（ケージ・フォース・シックス）は、日本の総合格闘技団体「CAGE FORCE」の大会の一つ。2008年4月5日、東京都江東区有明のディファ有明で開催された。

## 大会概要
メインイベントでは、第2代CAGE FORCEライト級王座決定戦が行なわれ、廣田瑞人が鹿又智成にTKO勝ちを収め王座を獲得した。
初代CAGE FORCEバンタム級王座決定トーナメントが行われた。CAGE FORCE初代フェザー級王座決定トーナメントも開催予定であったが今大会では行われなかった。
フェザー級トーナメントへ出場予定であった星野勇二、アントニオ・カルバーリョ、エイドリアン・パン、アルモンド・サンチェス、バンタム級トーナメントへ出場予定であった戸井田カツヤなど欠場者が続出した。

## 試合結果

### プレリミナリー・ファイト
第1試合 ウェルター級 3分3R
○  清水泰隆 vs.  池田賢治 ×
1R 1:15 TKO（レフェリーストップ）
第2試合 ライト級 3分3R
○  太田純一 vs.  宮崎直人 ×
2R 1:54 失格（ローブロー）
第3試合 フェザー級 3分3R
○  日吉伸尊 vs.  宮路智之 ×
1R 0:11 KO（右フック）
第4試合 ミドル級 3分3R
△  中村勇太 vs.  森川修次 △
3R終了 判定1-0

### 本戦カード
第1試合 86kg契約 3分3R
○  圭太郎 vs.  鶴巻伸洋 ×
3R終了 判定3-0
第2試合 バンタム級 3分3R
○  根津優太 vs.  上山知暁 ×
3R 1:48 TKO（ドクターストップ：左耳のカット）
第3試合 バンタム級 5分3R
○  徹肌ィ郎 vs.  藤原大地 ×
2R 4:06 アームロック
第4試合 バンタム級 5分3R
○  植松直哉 vs.  ジェームス・ドゥーラン ×
1R 2:26 ヒールホールド
第5試合 ライト級 5分3R
○  児山佳宏 vs.  美木航 ×
3R終了 判定3-0
第6試合 バンタム級王座決定トーナメント 1回戦 5分3R
○  中原太陽 vs.  RYOTA ×
2R終了時 TKO（ドクターストップ：左眼の負傷）
※中原が準決勝進出。
第7試合 バンタム級王座決定トーナメント 1回戦 5分3R
○  大石真丈 vs.  ポール・マックベイ ×
2R 3:13 TKO（レフェリーストップ：バックマウントパンチ）
※大石が準決勝進出。
第8試合 CAGE FORCライト級王座決定戦 5分3R
○  廣田瑞人 vs.  鹿又智成 ×
1R 1:00 TKO（レフェリーストップ：パウンド）
※廣田が王座獲得に成功。